# Djurgårdens naturreservat, Uppland
Djurgårdens naturreservat är ett naturreservat i Uppsala kommun i Uppsala län.
Området är naturskyddat sedan 1967 och är 21 hektar stort. Reservatet ligger vid Långsjön nordöstra strand och består av betesmarker och lövskogsbevuxna kullar och delvis sanka strandpartier. 
I området har det varit betesmark i flera hundra år och marken har troligen aldrig varit plöjd. Lövskogen på kullarna består av ek, lind, björk och hassel.